# S.W.A.T. (película)
S.W.A.T. (titulada: Los hombres de Harrelson en España y S.W.A.T.: Unidad especial en Hispanoamérica) es una película de acción, policíaco y crimen de 2003 basada en la serie de televisión del mismo nombre de 1975 de Robert Hamner y Lee Stanley. Fue dirigida por Clark Johnson y protagonizada por Samuel L. Jackson, Colin Farrell y Michelle Rodriguez. 
En la película, Hondo (Jackson) y su equipo S.W.A.T. tienen la tarea de escoltar a un narcotraficante / fugitivo internacional encarcelado a prisión después de ofrecer una recompensa de $100 millones de dólares a cualquiera que pueda sacarlo de la custodia policial.
Su estreno en los Estados Unidos fue el 8 de agosto de 2003 y recaudó $207.000.000 en todo el mundo.

## Argumento
Todo empieza con una situación con rehenes en Los Ángeles (basado en el tiroteo de North Hollywood de 1997). El oficial Jim Street (Colin Farrell), un policía del Departamento de Policía de Los Ángeles, y su equipo S.W.A.T. son enviados para detener una banda de ladrones que ha tomado un banco. Su temperamental compañero y amigo, Brian Gamble (Jeremy Renner), desobedece una orden directa de su teniente y accidentalmente hiere a un rehén. Aunque logran someter a los perpetradores, Gamble y Street son degradados por Thomas Fuller (Larry Poindexter), el capitán de S.W.A.T., sacándolos del equipo. A pesar de que el capitán Fuller le ofrece a Street la oportunidad de volver a unirse al equipo al implicar a Gamble, este en un arrebato de ira, se niega y Street es degradado al área de armas de la policía, mientras que Gamble abandona a la fuerza y termina su amistad.
Seis meses después, el jefe de policía llama al Sargento Dan "Hondo" Harrelson (Samuel L. Jackson) para ayudar a reorganizar la división S.W.A.T. Hondo es transferido y pronto forma un equipo diverso, incluyéndolo a él mismo, Street, Chris Sánchez (Michelle Rodriguez), Deacon "Deke" Kay (LL Cool J), T.J. McCabe (Josh Charles) y Michael Boxer (Brian Van Holt). A Street lo conoce en el almacén de la policía, ya que éste hace un buen trabajo limpiando las armas. A Sánchez la conoce porque golpeó a un sujeto que se resistía a que lo arrestara una mujer, y lo sometió usando la fuerza. A Boxer y T.J. ya los conocía desde tiempo atrás y ambos estaban dispuestos a formar parte de su equipo, mientras que a Deke lo conoce arrestando a un sujeto que huía a pie. El capitán Fuller detesta a Hondo y no quiere permitir que Sánchez y Street sean parte del equipo, aunque Hondo lo convence diciéndole que así podría culparlo a él de cualquier fracaso. El equipo supera con facilidad sus pruebas en los campos de entrenamiento del S.W.A.T. y les permiten integrarse a la acción. Momentos después, mientras todo el nuevo equipo S.W.A.T. celebra en un restaurante, Street tiene un enfrentamiento hostil con Gamble. Al día siguiente, el equipo S.W.A.T. tiene éxito en su primera misión real: someter a un pistolero inestable mediante el uso de un ariete que rompe la pared diseñado por Street.
Mientras tanto, un líder narcotraficante francés, llamado Alexander "Alex" Montel (Olivier Martinez) llega a Los Ángeles y mata a su padre y a su tío por el control del imperio criminal de la familia. Mientras conduce de regreso al aeropuerto, las autoridades del L.A.P.D. detienen a Montel por tener una luz trasera dañada y eventualmente descubren que es un fugitivo internacional y es buscado en varios países. Cuando tratan de transferirlo, sus secuaces, vestidos como oficiales de policía, atacan el autobús policial y tratan de liberarlo, pero el equipo S.W.A.T. de Hondo frustran el asalto. Cuando Montel es traído a la estación de policía en frente de un grupo de reporteros, él les grita: "¡Le daré cien millones de dólares a quienquiera que me saque de aquí!", lo que provoca que llamara la atención de varios criminales en toda la ciudad.
El L.A.P.D. se prepara para transferir a Montel a la custodia federal por aire, pero un atacante (revelándose más tarde que es Gamble) derriba el helicóptero. Entonces la policía envía un gran convoy, que es emboscado por pandilleros, pero se descubre que es un señuelo para el equipo de Hondo, que transporta a Montel en dos camionetas. Sin embargo, T.J. revela que se ha aliado con Gamble, quien hiere de gravedad a Boxer y escapa con Montel y T.J. al metro de Los Ángeles, donde secuestran un vagón del metro y huyen por las alcantarillas, mientras el equipo S.W.A.T. los persigue. Fuller luego envía todas las unidades disponibles al aeropuerto de Hawthorne para evitar que Montel escape en avión.
El equipo de Hondo toma una limusina para llegar al aeropuerto, pero se da cuenta de que Gamble tiene un avión privado que aterrizará en el puente de la Calle Sexta para sacar a los criminales del país. Cuando todos están preparándose para el despegue, el avión es interceptado por el equipo S.W.A.T. de Hondo; los hombres de Gamble mueren, Sánchez resulta herida en el acto y Deke arresta a Montel. Hondo se enfrenta a T.J., quien este se suicida antes de ser apresado por la policía. Street persigue a Gamble hasta el cruce de ferrocarril debajo del puente, donde luchan cuerpo a cuerpo hasta que Gamble es golpeado debajo de un tren que pasa por encima de él y termina siendo asesinado. Fuller y el resto del L.A.P.D. llegan a la escena, y el equipo de Hondo lleva a Montel a una prisión federal en espera de juicio. Mientras el equipo regresa a Los Ángeles, reciben un informe de un robo a mano armada en curso para que Hondo prepare a su equipo con indicaciones de Street.

## Reparto

### Equipo S.W.A.T.
- Samuel L. Jackson como el Sargento de Segundo Grado Daniel "Hondo" Harrelson. Al inicio del filme, Hondo es un miembro inactivo del S.W.A.T. Es traído de vuelta por el jefe de policía para liderar el nuevo grupo de S.W.A.T. y él es un antiguo Marine de la Maritime Special Purpose Force (Fuerza Marítima de Propósitos Especiales).
- Colin Farrell como el Oficial Jim Street. Él es originalmente asignado a S.W.A.T., pero tras un incidente con su pareja, es expulsado del equipo y asignado al almacén de armas. Después de que Hondo ve lo bien que puede disparar, es reclutado para el nuevo equipo S.W.A.T. Es un antiguo SEAL y usa una carabina M4A1 en misiones de S.W.A.T.
- Michelle Rodríguez como la Oficial Chris Sánchez. Ella solicitó tres veces formar parte del S.W.A.T., pero fue rechazada las tres veces debido al sexismo del capitán. Hondo lo persuade, permitiéndole entrar en el equipo. Chris es muy buena en el combate cuerpo a cuerpo y porta un subfusil Heckler & Koch MP5 en misiones de S.W.A.T. Tiene una hija llamada Eliza.
- LL Cool J como el Oficial Deacon "Deke" Kay. Un oficial de patrulla, también es reclutado por Hondo. En el equipo S.W.A.T., está armado con una escopeta Benelli M3 Super 90 y más tarde con el Heckler & Koch MP5 de Hondo, y sirve como la retaguardia del equipo.
- Brian Van Holt como el Oficial Michael Boxer. Es un oficial del S.W.A.T. que había trabajado con Hondo previamente. Su hermana tuvo una relación con Street antes de los eventos del filme. Está armado con un carabina M4A1.

### Comando del L.A.P.D.
- Larry Poindexter como el Capitán Thomas Fuller. Es el comandante del Pelotón D de la División Metropolitana (hogar del equipo S.W.A.T. de Los Ángeles) y no es muy apreciado por muchos oficiales S.W.A.T.
- Reginald E. Cathey como el Teniente Greg Velásquez. Es un comandante de campo del Pelotón D y viejo amigo de Hondo.
- Denis Arndt como el Sargento Howard, líder de otro equipo S.W.A.T.

### Enemigos
- Olivier Martinez como Alexander "Alex" Montel. Es un criminal internacional y su familia controla un enorme imperio de drogas valorado en miles de millones.
- Jeremy Renner como el Ex-Oficial Brian Gamble. Es el antiguo compañero de Street, quien renuncia al L.A.P.D. tras ser degradado debido a la violación de una orden directa de no disparar al enemigo, resultando un rehén herido. Gamble aprovecha la oferta de Montel para formar un grupo de antiguos miembros de S.W.A.T. para liberarlo y entonces escapar a México. Gamble siente que su compañero lo traicionó en la oficina del capitán, lo que hace la liberación de Montel algo personal.
- Josh Charles como el Oficial T.J. McCabe. Fue un miembro del grupo S.W.A.T. de Hondo y del L.A.P.D. Más tarde, él decide ayudar a Gamble en la liberación de Montel, para así ganar el dinero que Montel prometió a aquellos que lo liberaran.

## Banda sonora
Elliot Goldenthal compuso la banda sonora de la película.

## Recaudación
El filme recaudó US$116 934 650 en los Estados Unidos y US$207 725 639 en todo el mundo.